# Сенное (Злынковский район)
Сенное — деревня в Злынковском районе Брянской области, в составе Вышковского городского поселения. 
 Расположена в 5 км к северу от пгт Вышков. Население — 6 человек (2010).

## История
Упоминается с середины XIX века как хутор Сенной; до 1929 года входила в Новозыбковский уезд (с 1861 года — в составе Людковской волости, с 1923 в Злынковской волости). В 1929—1939 гг. — в Новозыбковском районе, затем в Злынковском, при временном упразднении которого (1959—1989) — вновь в Новозыбковском.
До 1930-х гг. являлась центром Сенновского сельсовета; позднее в Маловышковском, Деменском (с 1963), Большещербиничском (1989—2000) сельсоветах.
| Годы      | 1859 | 1892 | 1897 | 1901 | 1926 | 1979 | 1989 | 2002 | 2010 |
| --------- | ---- | ---- | ---- | ---- | ---- | ---- | ---- | ---- | ---- |
| Население | 30   | 38   | 135  | 149  | 260  | 216  | 117  | 16   | 6    |